# Baustelle
Baustelle est un groupe italien de pop rock, originaire de Montepulciano, en Toscane. Depuis 2005, le groupe s'est stabilisé à trois membres : Francesco Bianconi, Rachele Bastreghi et Claudio Brasini.
Baustelle a reçu de nombreuses récompenses, notamment un disque de platine pour l'album Amen, plusieurs disques d'or, le Nastro d'argento de la « meilleure chanson originale » pour Piangi Roma de la bande originale du film Giulia non esce la sera (pour lequel ils ont également été nommés dans deux catégories aux David di Donatello) et le prix Lunezia pour la valeur musico-littéraire de l'album Fantasma.

## Histoire

### Origines et débuts (1996—2011)

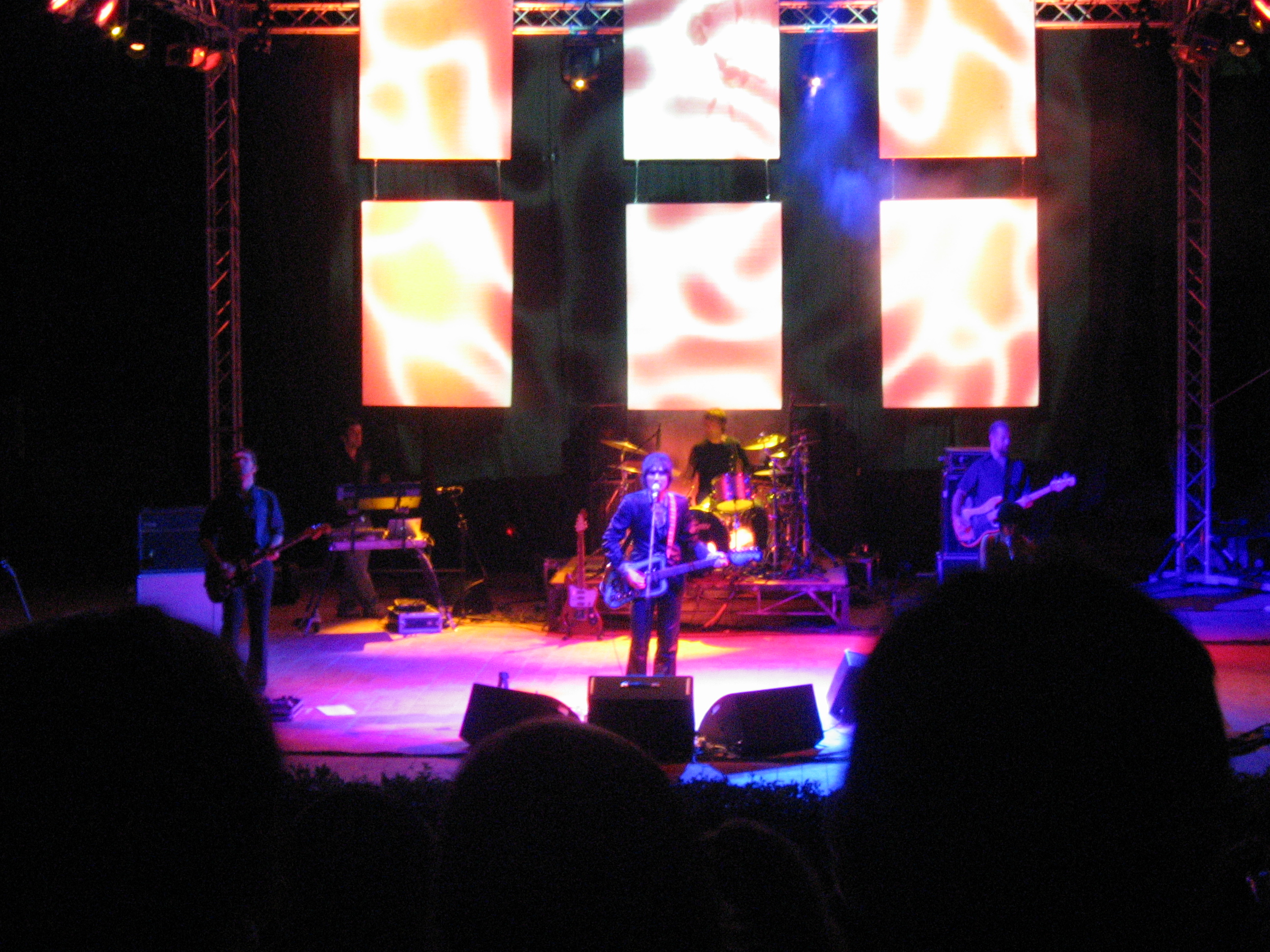
Le groupe en concert dans le parc Villalago à Terni, le 18 juillet 2006.

Adolescents, Francesco Bianconi et Claudio Brasini étaient guitaristes dans le même groupe influencé par les années 1960, appelé The Subterraneans, avec deux autres usiciens d'Abbadia di Montepulciano. En 1997, dans le sillage de groupes tels que Sonic Youth et Smashing Pumpkins, Bianconi décide d'inclure une présence féminine dans le groupe, en auditionnant la toute jeune Rachele Bastreghi, ainsi que le claviériste et arrangeur électronique Fabrizio Massara. La section rythmique du groupe (batterie et basse) changera plusieurs fois au cours de l'histoire du groupe.
Le groupe change de nom pour Baustelle, un terme allemand signifiant « chantier », « travail en cours », choisi en feuilletant un dictionnaire italien-allemand après une longue recherche de divers textes étrangers. Bianconi lui-même rapportera que ce nom a été choisi pour des caractéristiques hasardeuses : il contient le mot italien stelle (étoiles), l'onomatopée ironique bau et elle.
Après une longue série de démos, ils enregistrent leur premier album en 1999 dans deux studios différents, à Cascina et à Mondovì. En raison de vicissitudes concernant la maison de disques, l'album Sussidiario illustrato della giovinezza ne voit le jour qu'en 2000. L'album, coproduit par le groupe avec Amerigo Verardi et publié par le label indépendant Baracca e Burattini, écrit par Bianconi et réarrangé avec le groupe, a suscité une grande curiosité et une grande appréciation de la part du public et des initiés, en raison de la présence simultanée de plusieurs styles musicaux (musique électronique, new wave, bossa nova). En ce qui concerne les thèmes, il s'agit d'une sorte d'« album-concept » centré sur la description d'une adolescence romantique et tourmentée, dans lequel se distinguent Le Vacanze dell'83, Gomma et La Canzone del riformatorio. Camilla Filippi, qui joue dans Cinecittà, participe également à l'album.
Depuis le 19 janvier 2011, le livre-histoire sur le groupe musical, I Baustelle mistici dell'Occidente, est disponible : un livre de 208 pages édité par Paolo Jachia et Davide Pilla pour la maison d'édition Àncora. Le livre comprend sept chapitres : Sussidiario illustrato della giovinezza, La Moda del lento, La Malavita, Amen, I mistici dell'Occidente, La Strategia artistica dei Baustelle et Dal male di vivere alle domande sul silenzio di Dio. L'ouvrage contient deux annexes : Intervista immaginaria ai Baustelle, une anthologie d'entretiens 2000-2010 ; et Le Altre donne dei Baustelle, qui traite des collaborations avec des femmes dans le domaine de la musique comme Irene Grandi, Noemi, Anna Oxa, Syria, Paola Turci et Valeria Golino.

### Fantasma(2012—2014)

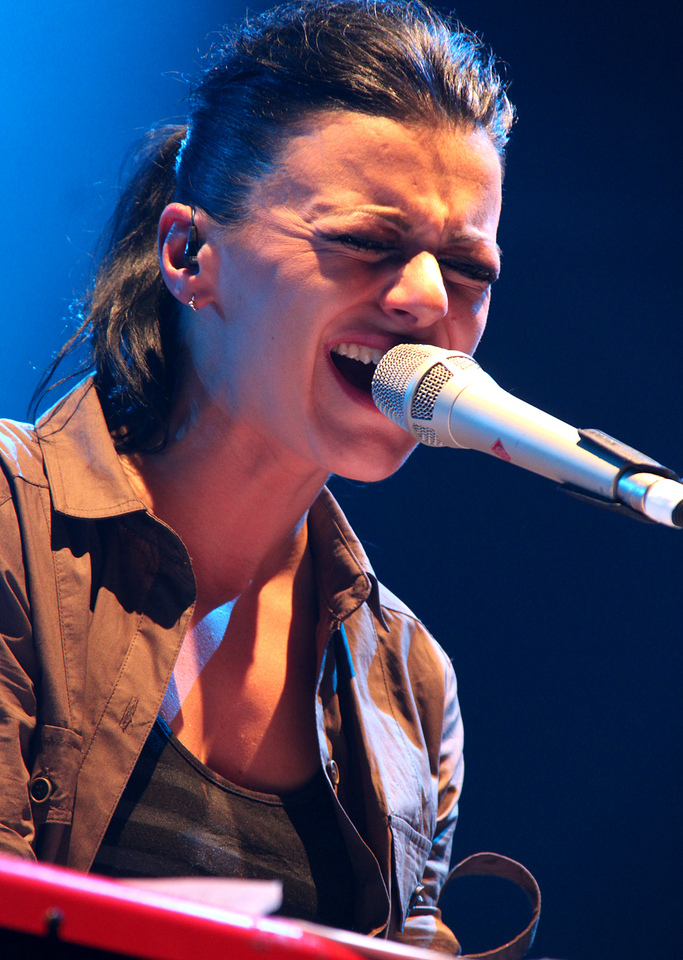
Rachele Bastreghi.

En mai 2012 commencent les enregistrements du sixième album studio, qui se déroulent en partie en Pologne et en partie dans la Fortezza Medicea du village de Montepulciano, lieu d'origine du groupe (certains enregistrements ont également été effectués sur l'orgue à tuyaux de l'église du Sacré-Cœur de Jésus à Montepulciano Stazione). L'œuvre, la première dont la direction artistique est assurée par le groupe lui-même, bénéficie également de la contribution d'un orchestre symphonique de 60 musiciens, le Film Harmony Orchestra de Wrocław (Pologne), et de la collaboration technique et artistique d'Enrico Gabrielli. La date de sortie de l'album, initialement prévue pour janvier 2013, a été officialisée le 13 novembre 2012. Après la diffusion de plusieurs bandes-annonces, le titre et la date de sortie du nouvel album ont été annoncés. Toujours au 13 novembre 2012 sort la compilation Per Gaber... io ci sono (distribuée par Sony Music), un hommage à Giorgio Gaber auquel Baustelle participe également avec la chanson Latte 70. Le 28 décembre 2012, le premier single extrait de Fantasma sort. Il s'agit de La Morte (non esiste più), dont le clip vidéo, réalisé par Cosimo Alemà, sort le 8 janvier 2013. Entre le 21 janvier et le 1er février 2013, Radio 2 diffuse un format en 10 épisodes intitulé Storie di fantasmi, auquel Baustelle a participé avec Andrea Gentile, Alcide Pierantozzi, Giuseppe Genna, Antonio Riccardi, Massimiliano Viel, Enrico Gabrielli et Sebastiano De Gennaro. Entretemps, Fantasma entre directement à la deuxième place du classement FIMI des meilleures ventes d'albums.
Le sixième album studio s'intitule Fantasma et sort le 29 janvier 2013, toujours chez Warner Atlantic. Entre le 18 et le 25 février 2013, Baustelle présente les nouvelles chansons lors de cinq concerts dans autant de grands théâtres italiens, accompagné par l'Ensemble Simphony Orchestra dirigé par le maestro Enrico Gabrielli. Ils se sont notamment produits à Cosenza, Bari, Rome, Florence et Milan. Depuis mars 2013, ils entreprennent une tournée des théâtres en Italie. Le 5 juin 2013, la vidéo de la chanson Nessuno, réalisée par Gianluca Moro et Daniele Natali, est présentée en avant-première sur le site de La Repubblica. À partir du 8 juin suivant, le groupe reprend la tournée, emmenant son répertoire sur d'anciennes places et d'autres lieux évocateurs. Le 12 juillet, la chanson Monumentale est publiée en tant que troisième single extrait de Fantasma, accompagnée d'un clip vidéo réalisé par Paoloreste Gelfo et publié trois jours plus tard. Le 24 juillet est publié le deuxième livre sur Baustelle, intitulé I Baustelle e la canzone (Atmosphere Libri) et écrit par le critique musical Andrea Bernardini.
En septembre 2013, l'album Fantasma est sélectionné parmi les cinq finalistes de la Targa Tenco dans la catégorie « album de l'année », Baustelle arrivant deuxième derrière Niccolò Fabi avec Ecco.
Deux titres en version instrumentale extraits de Fantasma, à savoir Radioattività et Il futuro, sont choisis pour la bande originale du film I corpi estranei de Mirko Locatelli (Il futuro figure également dans la bande-annonce officielle du film), en compétition au Festival international du film de Rome 2013. Le même réalisateur Locatelli réalise également un clip vidéo de Il futuro, qui sortira début 2014. À partir du 17 novembre 2013, Baustelle entame une tournée acoustique appelée Minimal Fantasma Tour au cours de laquelle ils présentent également quelques reprises : Signora ricca di una certa età (version italienne de la chanson A Lady of a Certain Age de The Divine Comedy), Il mio autunno (adaptation de My Autumn's Done Come de Lee Hazlewood), Col tempo sai de Léo Ferré et Stranizza d'amuri de Franco Battiato. Le 3 décembre 2013, l'album La Moda del lento (2003) est à nouveau disponible dans son format digipack original et dans une version vinyle en édition limitée.
Début 2014, Rachele participe à la réédition de l'album Hai paura del buio? d'Afterhours, en contribuant à la reprise du titre Mi trovo nuovo. Simultanément à la sortie en salle du film I corpi estranei de Mirko Locatelli, le clip vidéo de la chanson Il futuro, réalisé par le même réalisateur et interprété par Filippo Timi, sort le 2 avril 2014. En septembre 2014 sort l'album Il tramonto dell'Occidente de l'auteur-compositeur-interprète Mario Venuti, sur lequel Francesco Bianconi collabore en tant que producteur, interprète et auteur. En décembre 2014, Rachele Bastreghi sort le single Mon petit ami du passé, premier extrait de son EP solo Marie, qui sort en janvier 2015.

### L'Amore e la violenza(2015—2017)
En octobre 2015, le groupe annonce la sortie de son premier album live. Il s'agit de Roma Live!, un album qui sort le 13 novembre suivant. L'album est enregistré lors de trois scènes tenues à Rome pendant la tournée Fantasma et comporte deux reprises : la version italienne de A Lady of a Certain Age de The Divine Comedy et Col tempo de Léo Ferré,.
En octobre 2016, ils publient en téléchargement gratuit sur leur site officiel Lili Marleen, un titre inédit qui, cependant, par déclaration explicite du groupe, ne sera pas inclus dans leur nouvel album inédit.
Le 28 novembre 2016, ils annoncent la sortie de leur nouvel album inédit L'Amore e la violenza, qui sort le 13 janvier 2017 chez Warner Music Italia et se compose de 12 titres, et annoncent en même temps la tournée théâtrale qui suivra la sortie de l'album. Le 30 décembre, le single de lancement du nouvel album, Amanda Lear, est disponible.
En janvier 2017, l'album L'Amore e la violenza débute à la deuxième place du classement des albums FIMI et à la première place du classement des vinyles. Le 26 février 2017, le groupe entame la tournée théâtrale promotionnelle de l'album, avec une « date zéro » à Foligno, qui débute officiellement le 4 mars suivant à Varèse. Le 24 mars 2017, le clip vidéo de la courte intro instrumentale Love, réalisé par Tommaso Ottomano, est publié. Le 31 mars 2017, le groupe rend disponible en format numérique Eyes Without a Face, une reprise de la chanson de Billy Idol, sortie en 1983, réalisée pour une publicité de Gucci Eyewear. Le 13 avril 2017, le deuxième single officiel extrait de L'Amore e la violenza est publié, à savoir The Gospel of John, dont la vidéo est sortie à la fin du même mois. Il est suivi par le titre éponyme Betty, sorti le 9 juin. La vidéo de ce titre est sortie le 13 juillet. Le 26 mai 2017, le groupe participe au festival MI AMI à Milan. Le 16 juin suivant, ils entament à Ravenne la tournée L'estate, l'amore e la violenza, qui touche plusieurs régions d'Italie non desservies par les tournées de théâtre. Après la fin de la tournée, la biographie autorisée L'Amore e la violenza. Una storia dei Baustelle, éditée par Federico Guglielmi pour Giunti Editore. Entretemps, L'Amore e la violenza est certifié disque d'or par la FIMI.

### L'Amore e la violenza - Vol. 2(2018)

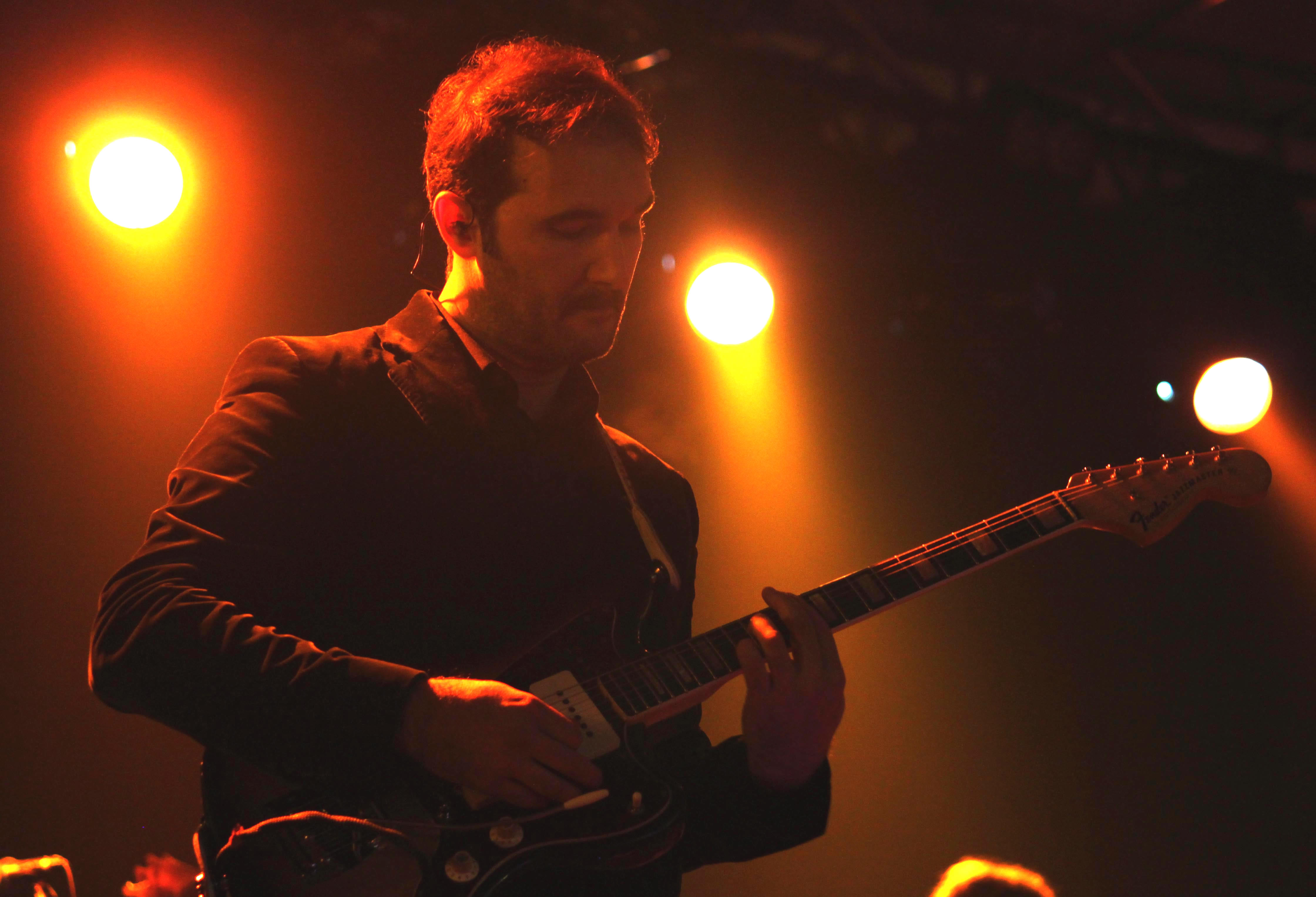
Claudio Brasini.

Le 25 janvier 2018, le groupe annonce, via une courte vidéo dans le style des films d'horreur des années 1970, la sortie d'un nouvel album intitulé L'Amore e la violenza Vol. 2, comme successeur de leur dernière œuvre. L'album est anticipé par le single Veronica, No. 2, une chanson qui avait déjà été interprétée dans quelques performances live à la fin des concerts de la tournée précédente et dont un clip vidéo est également publié. Le deuxième single est Jesse James and Billy Kid.
Le huitième album du trio, L'Amore e la violenza - Vol. 2, sort le 23 mars 2018. L'album, produit artistiquement par Bianconi et mixé par Pino « Pinaxa » Pischetola, composé de 12 titres définis par Bianconi comme « douze nouvelles chansons faciles », débute à la 4e place du classement FIMI.
En avril 2018, le groupe de Montepulciano entame une tournée de soutien à l'album, qui passe par plusieurs villes italiennes et se termine en été. Après le concert de Turin du 29 septembre 2018, organisé à l'occasion du dixième anniversaire de l'album Amen, le groupe déclare vouloir faire une pause sur la scène musicale : « C'était la meilleure façon pour nous de clore deux merveilleuses années de L'Amore e la violenza (l'amour et la violence). Maintenant, place à la paix. À bientôt. » Le groupe fait ensuite une longue pause, pendant laquelle Bianconi et Bastreghi se consacrent à quelques projets en solo (dont les albums Forever et Psychodonna), à l'exception de l'interprétation live de la chanson I treni di Tozeur, ensuite intégrée dans l'album Invito al viaggio. Concerto per Franco Battiato (2021).

### Retour sur scène (depuis 2022)
Après quatre ans d'absence, le groupe revient sur scène fin 2022 en étant invité pendant la demi-finale de l'émission italienne X Factor, suivi d'une nouvelle tournée. Le nouveau single, Against the World, est publié, accompagné d'un clip vidéo, le 5 janvier 2023. Il s'agit du premier extrait du nouvel album studio Elvis, qui sort le 14 avril 2023. De cet album, italien : Milano è la metafora dell'amore (pour lequel un clip vidéo a été publié) et La Nostra vita ont également été extraits plus tard en tant que singles.
En février 2023, Baustelle participent en tant qu'invités au Festival de Sanremo 2023, dans la soirée dédiée aux reprises et aux duos aux côtés de Coma_Cose, avec la chanson Sarà perché ti amo dans une version arrangée par Mamakass. Dans la même soirée, la chanson Charlie fa surf est interprétée par le candidat Sethu avec Bnkr44 ; en outre, dans le même concours de chant, Bianconi est coauteur avec Kaballà et Fio Zanotti de la chanson Sali (canto dell'anima) présentée par Anna Oxa,. Le groupe participe ensuite au single Amore indiano de Tommaso Paradiso, qui sort le 28 mai 2023.

## Membres

### Membres actuels
- Francesco Bianconi - chant, guitare, clavier
- Rachele Bastreghi - chant, claviers, percussions
- Claudio Brasini - guitare

### Membres de tournée
- Lorenzo Fornabaio - guitare (depuis 2023)
- Milo Scaglioni - basse (depuis 2023)
- Alberto Bazzoli - claviers (depuis 2023)
- Giulia Formica (Julie Ant) - batterie, chœurs (depuis 2023)
- Pietro Lupo Selvini - instrument en bois (depuis 2023)
- Giovanni Sgorbati - instrument à vent (depuis 2023)
- Alessandro Marzetti - instrument à vent (depuis 2023)

### Anciens membres
- Fabrizio Massara - claviers, programmation (1996-2005)
- Claudio Chiari - batterie (2002-2006)
- Stefano Vivaldi - basse (2002-2004)
- Michele Angiolini - batterie (1996-2002)
- Mirko Cappelli - guitare basse (1996-2002)

### Anciens musiciens
- Camilla Filippi - chant (2000)
- Samuele Bucelli Martinozzi - batterie (2003-2004)
- Nicola Manzan - guitare, violon (2008)
- Sergio Carnevale - batterie (2008)
- Alessandro Maiorino - guitare basse (2008-2018)
- Ettore Bianconi - claviers, électronique (2010-2018)
- Paolo Inserra - batterie (2010-2014)
- Roberto Romano - saxophone, flûte traversière (2013-2014)
- Paolo Raineri - trompette (2013-2014)
- Diego Palazzo - guitares, claviers (2013-2018)
- Sebastiano De Gennaro - percussions, batterie, marimba, vibraphone, timbales (2013-2018)
- Andrea Faccioli - guitares (2017-2018)

## Discographie

### Albums studio
- 2000 : Sussidiario illustrato della giovinezza
- 2003 : La Moda del lento
- 2005 : La Malavita
- 2008 : Amen
- 2010 : I mistici dell'Occidente
- 2013 : Fantasma
- 2017 : L'Amore e la violenza
- 2018 : L'Amore e la violenza - Vol. 2
- 2023 : Elvis